# 世古乙羽
世古 乙羽（せこ おとは、2008年1月27日 - ）は、日本の女性アイドル、ファッションモデル、俳優。千葉県出身。

## 略歴
2019年3月に『こにゃんこ』のメンバーとしてデビュー。
2020年2月に『Runup!!』へと移籍、2021年3月18日に脱退。
同年4月29日に『RepiDoll』結成時のメンバーとして活動することを発表。2023年7月15日に『RepiDoll』を卒業。
2021年12月には世界4大ミスコンの一つ『ミス・アース・ジャパン』が開催する『ジュニア・アース・ジャパン日本大会』で準グランプリを獲得。
2023年には2月に『miss viviana japan 2023』のグランプリを、8月に『TGC teen 2023 Summer』内で行われた『高一ミスコン2023』でグランプリを獲得。同年7月には韓国の化粧品メーカー『THE REIMI Cosmetics』のイメージキャラクターに就任。12月、四街道市から8人目のPR大使に任命された。
2024年11月 初出演で初主演映画『Personality 私を…見て…』公開。SNSに依存してしまった高校生1年生・玲乙奈(レオナ)を演じる。なおこの映画には、同じアイドルグループのメンバーだった、小松愛華、小松華音。妹の世古恋羽も出演。手品師のマギー審司。ミュージカル俳優の叶英奈も出演している。
公開初日は舞台挨拶付き上映会が行われ、満員御礼の盛況となった。
『秘密な焼き芋』をプロデュースしている。

## 人物
趣味は歌とダンス、料理。ダンスは特技でもあり、ロックとヒップホップのスタイルを得意とする。
Popteenクリエイターモデル

## 出演

### 映画
- Personality 私を…見て… 主演：玲乙奈 役 （2024年）

### WebCM
2019年11月 『Dog shop Burg』

### テレビ番組
- 漢字ふむふむ 主演：ジャリン 役（2023年2月、Eテレ）

- 漢字ふむふむ 主演：張 役（2023年10月、Eテレ）

## 受賞歴

### 2021年
- 11月『ジュニア・アース・ジャパン千葉大会』ラベンダー部門 準グランプリ
- 12月『ジュニア・アース・ジャパン日本大会』準グランプリ

### 2023年
- 2月『Miss Viviana Japan 2023』グランプリ
- 8月『高一ミスコン2023』グランプリ

### その他
- 『TEEN GRAMINTERNATIONAL』日本代表
- 『JAPAN TEENS AWARD』ローティーン部門グランプリ
- 『MISS CONOMI』
- 『MISS AIRWALK』
- 『Terictty Japan』グランプリ
- 『千葉美少女図鑑』